# Allium stellatum
Allium stellatum — вид трав'янистих рослин родини амарилісові (Amaryllidaceae), поширений у південно-центральній Канаді та центральній смузі США.

## Опис
Цибулин 1–5+, яйцюваті, 2–4 × 1–2.5 см; зовнішні оболонки містять 1 або більше цибулин, сіруваті або коричневі, перетинчасті; внутрішні оболонки білуваті або рожевуваті. Листки стійкі, зелені в період цвітіння, 3–5; листові пластини плоскі, жолобчасті, 14–35 см × 1–5 мм, краї ± цілі. Стеблина стійка, одиночна, прямостійна або похилі в період цвітіння, циліндрична або ± 4-кутна, особливо дистально, 20–50 см × 1–3.5 мм. Зонтик стійкий, похилий стає прямостійний, нещільний, 9–40-квітковий, півсферичний, цибулинки невідомі. Квіти зірчасті, 5–8 мм; листочки оцвітини розлогі, глибоко-рожеві, еліптично-ланцетні, ± рівні, краї цілі, верхівка гостра. Пиляки жовті; пилок жовтий. Насіннєвий покрив тьмяний. 2n = 14.
Період цвітіння: липень — жовтень.

## Поширення
Поширений у південно-центральній Канаді та центральній смузі США.
Населяє часто на вапняних ґрунтах; 300–2200 м.